# Polnischer Eishockeypokal 2004/05
Der Polnische Eishockeypokal der Saison 2004/05 (poln. Puchar Polski Hokeja na Lodzie) war die Austragung des Polnischen Eishockeypokals. Die Veranstaltung wurde vom Polnischen Eishockeyverband (PZHL) organisiert.

## Teilnehmer und Modus
An der Austragung des Pokals im Jahre 2004 nahmen 9 Mannschaften teil, darunter neben den Mannschaften der vorjährigen Ekstraliga mit Zagłębie Sosnowiec ein Vertreter der zweitklassigen I liga.
| KS Cracovia                | MMKS Podhale Nowy Targ | GKS Tychy |
| KH Sanok                   | UKS Zagłębie Sosnowiec |           |
| Energa Stoczniowiec Gdańsk | Aksam Unia Oświęcim    |           |
| TKH Toruń                  | KTH Krynica            |           |

## Vorausscheidung
| 5. September 2004 | KH Sanok | 3:0 (1:0, 2:0, 0:0) | Zagłębie Sosnowiec |  |

## Viertelfinale
| 26. Oktober 2004 | Unia Oświęcim | +:- (nach Wertung) | KH Sanok |  |

| 26. Oktober 2004 | Stoczniowiec Gdańsk | 3:4 (n. P.) (1:1, 0:0, 0:0, 0:0, 2:3) | TKH Toruń |  |

| 26. Oktober 2004 | GKS Tychy | 6:5 (n. P.) (0:3, 1:0, 2:0, 0:0, 3:2) | KS Cracovia |  |

| 26. Oktober 2004 | Podhale Nowy Targ | 6:1 (2:0, 1:1, 3:0) | KTH Krynica |  |

## Finalturnier
Die Halbfinalspiele und das Finale wurden in einer Endrunde an zwei Tagen ausgespielt. Ein Spiel um Platz 3 fand nicht statt.

### Halbfinale
| 23. November 2004 | Unia Oświęcim | 2:1 (0:1, 2:0, 0:0) | TKH Toruń |  |

| 23. November 2004 | GKS Tychy | 1:3 (0:2, 0:0, 1:1) | Podhale Nowy Targ |  |

### Finale
| 30. Dezember 2004 | Unia Oświęcim | 4:5 (0:2, 2:1, 2:2) | Podhale Nowy Targ |  |

Damit verteidigte Podhale Nowy Targ den Pokal.